# Ibipitanga
Ibipitanga là một đô thị thuộc bang Bahia, Brasil. Đô thị này có diện tích 945,222 km², dân số năm 2007 là 13246 người, mật độ 14,01 người/km².